# Галло, Роберт
Роберт Чарльз Галло (англ. Robert Charles Gallo; род. 23 марта 1937 года, Уотербери, Коннектикут, США) — американский учёный в области биомедицинских исследований, инфекционных заболеваний и вирусологии. Он приобрел широкую известность как один из первооткрывателей вируса иммунодефицита человека (ВИЧ) в качестве инфекционного агента, ответственного за синдром приобретенного иммунодефицита (СПИД), как разработчик диагностики этого заболевания и его дальнейшего исследования. Член Национальной академии наук США (1988) и Национальной медицинской академии США.
Галло является директором и сооснователем Института вирусологии человека (IHV) в Университете штата Мэриленд в Балтиморе. Он также соучредитель компании биотехнологии «Profectus Biosciences, Inc» и соучредитель и научный руководитель «Global Virus Network» (GVN).
Приоритет в открытии ВИЧ и метода его диагностики стал предметом международного спора между США и Францией (Институт Пастера, Люк Монтанье), а также внутри научного сообщества. Проблемой явилось в том числе то, что учёные в ряде вопросов тесно сотрудничали друг с другом. В итоге все обвинения в плагиате были сняты, учёные возобновили сотрудничество, а патент на диагностику ВИЧ был разделён между двумя институтами поровну. Однако в 2008 году Нобелевская премия Галло не досталась, а лауреатами стали французы Люк Монтанье и его сотрудница Франсуаза Барре-Синусси. Сам Монтанье выразил удивление тем, что комитет не разделил премию с Галло.
Член Академии Американской ассоциации исследований рака (2014).
Подписал «Предупреждение учёных человечеству» (1992).

## Награды
- 1982 — Премия Альберта Ласкера за фундаментальные медицинские исследования, «For the discovery of the first human RNA tumor virus and its association with certain leukemias and lymphomas»
- 1984 — Премия Чарльза Мотта[англ.]
- 1985 — Премия Диксона по медицине
- Simon M. Shubitz Cancer Prize and Lectureship (1985)
- 1986 — Премия Ласкера — Дебейки за клинические медицинские исследования, «For the discovery of the retrovirus now known as HIV-1 as the cause of acquired immune deficiency syndrome (AIDS)»[6]
- 1987 — Международная премия Гайрднера, «For the identification and isolation of the virus causing acquired immune deficiency syndrome»[7]
- 1988 — Премия Японии, «For the discovery of the AIDS-causing virus and development of diagnostic methods»
- 1997 — Премия Фонда Уоррена Алперта[англ.]
- 1999 — Премия Пауля Эрлиха и Людвига Дармштадтера[нем.]
- 2000 — Премия принцессы Астурийской
- 2009 — Премия Дэна Дэвида[8]